# Angi Vera
Angi Vera é um filme de drama húngaro de 1979 dirigido e escrito por Pál Gábor. Foi selecionado como representante da Hungria à edição do Oscar 1980, organizada pela Academia de Artes e Ciências Cinematográficas.

## Elenco
- Vera Pap - Vera Angi
- Erzsi Pásztor - Anna Traján
- Éva Szabó - Mária Muskát
- Tamás Dunai - István André
- László Halász - Sas elvtárs
- László Horváth - József Neubauer
- Flóra Kádár - Mrs. János Mikus